# جمال كورسل
جمال كورسَل (بالتركية: Cemal Gürsel) (13 أكتوبر 1895 - 14 سبتمبر 1966)، رابع رؤساء الجمهورية التركية (1960-1966) ورئيس الوزراء (1960-1961) وقائد الجيش (1958-1960) وأحد ضباط أتاتورك القدامى ورئيس الأركان، نفذ انقلابا عسكريا ضد حكم محمود جلال بايار ورئيس وزرائه عدنان مندريس في 27 مايو 1960.

## ولادته والنشأة
وُلِد جمال عابدين إبراهيم عام 1895 في مدينة أرضروم، وهو ابن عابدين بك الضابط في الجيش العثماني. دخل المدرسة الابتدائية في أوردو والمدرسة الإعدادية العسكرية في إرزينجان، وتخرج في مدرسة كوليلي الثانوية العسكرية في إسطنبول. كان يلقب بـ «جمال آغا» (الأخ الأكبر جمال) منذ سنوات طفولته الدراسية وما بعدها طوال حياته.
خدم كورسيل في الجيش لمدة 45 عامًا. خلال الحرب العالمية الأولى، شارك في معركة جناق قلعة في شبه جزيرة جاليبولي المطلة على الدردنيل، بصفة ضابط ملازم بالبطارية الأولى من فوج المدفعية الثاني عشر في عام 1915 وحصل على وسام الحرب. حارب لاحقًا على جبهتي فلسطين وسوريا في عام 1917 وأصبح أسير حرب لدى البريطانيين بينما كان يعاني من الملاريا أثناء قيادته للبطارية الخامسة من الفوج 41 في 19 سبتمبر 1918. ظل جورسيل أسير حرب في مصر حتى 6 أكتوبر 1920. خلال فترة رئاسته في وقت لاحق، عندما أجرت الصحافة الأجنبية مقابلة معه حول سبب عدم تعلمه للغة الإنجليزية أثناء أسره، تذكر بأسف إلى حد ما أنه كان محبطًا للغاية لكونه أسيرًا، فاحتج ودرس الفرنسية في بريطانيا. بدلا من ذلك.
عاد بعد إطلاق سراحه إلى الأناضول لينضم مجددًا إلى مصطفى كمال بعد مؤتمر أرضروم وشارك في جميع حملات الجبهة الغربية في حرب الاستقلال التركية بين 1920-1923. رقي لشجاعته في الفرقة الأولى متفوقًا في معارك إينونو الثانية وإسكي شهير وسكاريا، وحصل فيما بعد على وسام الاستقلال من البرلمان الأول لخدمته القتالية في الهجوم النهائي.
تزوج جورسيل عام 1927 من ملاحات، ابنة كبير المهندسين على متن السفينة العثمانية الحميدية. من هذا الزواج ولد ابنه أوزدمير. وتبنى الزوجان ابنة لهما تدعى تركان.

## روابط خارجية
- جمال كورسل على موقع الموسوعة البريطانية (الإنجليزية)
- جمال كورسل على موقع مونزينجر (الألمانية)